# Lac Coacoachou
Lac Coacoachou är en sjö i Kanada.   Den ligger i regionen Côte-Nord och provinsen Québec, i den östra delen av landet, 1 300 km öster om huvudstaden Ottawa. Lac Coacoachou ligger 27 meter över havet. Arean är 24,7 kvadratkilometer. Den sträcker sig 13,2 kilometer i nord-sydlig riktning, och 11,6 kilometer i öst-västlig riktning.
Trakten runt Lac Coacoachou består huvudsakligen av våtmarker. Trakten runt Lac Coacoachou är nära nog obefolkad, med mindre än två invånare per kvadratkilometer.